# Today You Die
Today You Die is een Amerikaanse actiefilm uit 2005 van regisseur Don E. FauntLeroy.
Acteur Steven Seagal speelt in de film de rol van professionele dief Harlen Banks.
Harlen wil stoppen met stelen. Zijn nieuwe baan is ironisch genoeg die van chauffeur op een geldwagen.
Als het geldtransport wordt overvallen wordt Harlen gevangengenomen. Hij ontsnapt echter en gaat op zoek naar de zoekgeraakte 20 miljoen dollar.